# 1562년

## 연호
- 명(明) 가정(嘉靖) 41년
- 일본(日本) 에이로쿠(永禄) 5년
- 후 레 왕조(後黎朝) 찐찌(正治) 5년
- 막 왕조(莫朝) 꽝바오(光寶) 8년

## 기년
- 류큐(琉球) 쇼겐왕(尚元王) 7년
- 명(明) 세종 가정제(世宗 嘉靖帝) 41년
- 조선(朝鮮) 명종(明宗) 17년
- 후 레 왕조(後黎朝) 영종(英宗) 6년
- 막 왕조(莫朝) 선종(宣宗) 16년

## 사건
- 프랑스에서 위그노 전쟁 발발

## 탄생
- 1월 26일 - 사보이아 공국의 공작 카를로 에마누엘레 1세 디 사보이아 공작. (~1630년)
- 7월 25일 - 일본 센고쿠 시대의 무장 가토 기요마사. (~1611년)

## 미상
- 조선 중기의 문신 이성. (~?)